# Cena BAFTA za nejlepší film
Cena BAFTA pro nejlepší film je ocenění každoročně udělované Britskou akademií filmového a televizního umění (British Academy of Film and Television Arts, BAFTA). Jedná se o obdobu amerických cen Oscar. Ocenění je udělováno od roku 1948.

## Vítězové a nominovaní

### Padesátá léta
| Kategorie                          | Film                               | Režie                                 | Země                                      |
| ---------------------------------- | ---------------------------------- | ------------------------------------- | ----------------------------------------- |
| 1950                               |                                    |                                       |                                           |
| Nejlepší film z libovolného zdroje | Vše o Evě                          | Joseph L. Mankiewicz                  | Spojené státy americké                    |
| Nejlepší film z libovolného zdroje | Asfaltová džungle                  | John Huston                           | Spojené státy americké                    |
| Nejlepší film z libovolného zdroje | Kráska a zvíře                     | René Clair                            | Francie                                   |
| Nejlepší film z libovolného zdroje | Intruder in the Dust               | Clarence Brown                        | Spojené státy americké                    |
| Nejlepší film z libovolného zdroje | Muži                               | Fred Zinnemann                        | Spojené státy americké                    |
| Nejlepší film z libovolného zdroje | Ve městě                           | Stanley Donen a Gene Kelly            | Spojené státy americké                    |
| Nejlepší film z libovolného zdroje | Orfeus                             | Jean Cocteau                          | Francie                                   |
| 1951                               |                                    |                                       |                                           |
| Nejlepší film z libovolného zdroje | Rej                                | Max Ophüls                            | Francie                                   |
| Nejlepší film z libovolného zdroje | Američan v Paříži                  | Vincente Minnelli                     | Spojené státy americké                    |
| Nejlepší film z libovolného zdroje | Profesor odchází                   | Anthony Asquith                       | Spojené království                        |
| Nejlepší film z libovolného zdroje | Detektivní příběh                  | William Wyler                         | Spojené státy americké                    |
| Nejlepší film z libovolného zdroje | Domenica d'agosto                  | Luciano Emmer                         | Itálie                                    |
| Nejlepší film z libovolného zdroje | Fourteen Hours                     | Henry Hathaway                        | Spojené státy americké                    |
| Nejlepší film z libovolného zdroje | Slečna Julie                       | Alf Sjöberg                           | Švédsko                                   |
| Nejlepší film z libovolného zdroje | Zlaté věže                         | Charles Crichton                      | Spojené království                        |
| Nejlepší film z libovolného zdroje | Kouzelná skříňka                   | John Boulting                         | Spojené království                        |
| Nejlepší film z libovolného zdroje | The Magic Garden                   | Donald Swanson                        | Spojené království                        |
| Nejlepší film z libovolného zdroje | Muž v bílém obleku                 | Alexander Mackendrick                 | Spojené království                        |
| Nejlepší film z libovolného zdroje | No Resting Place                   | Paul Rotha                            | Spojené království                        |
| Nejlepší film z libovolného zdroje | The Red Badge of Courage           | John Huston                           | Spojené státy americké                    |
| Nejlepší film z libovolného zdroje | The Small Miracle                  | Maurice Cloche a Ralph Smart          | Spojené království                        |
| Nejlepší film z libovolného zdroje | The Sound of Fury                  | Cy Endfield                           | Spojené státy americké                    |
| Nejlepší film z libovolného zdroje | A Walk in the Sun                  | Lewis Milestone                       | Spojené státy americké                    |
| Nejlepší film z libovolného zdroje | Bílé chodby                        | Pat Jackson                           | Spojené království                        |
| Nejlepší film z libovolného zdroje | Édouard et Caroline                | Jacques Becker                        | Francie                                   |
| 1952                               |                                    |                                       |                                           |
| Nejlepší film z libovolného zdroje | Zvuková bariéra                    | David Lean                            | Spojené království                        |
| Nejlepší film z libovolného zdroje | Africká královna                   | John Huston                           | Spojené království                        |
| Nejlepší film z libovolného zdroje | Angels One Five                    | George More O'Ferrall                 | Spojené království                        |
| Nejlepší film z libovolného zdroje | The Boy Kumasenu                   | Sean Graham                           | Ghana                                     |
| Nejlepší film z libovolného zdroje | Carrie                             | William Wyler                         | Spojené státy americké                    |
| Nejlepší film z libovolného zdroje | Zlatá hříva                        | Jacques Becker                        | Francie                                   |
| Nejlepší film z libovolného zdroje | Cry, the Beloved Country           | Zoltán Korda                          | Spojené království                        |
| Nejlepší film z libovolného zdroje | Smrt obchodujícího cestujícího     | László Benedek                        | Spojené státy americké                    |
| Nejlepší film z libovolného zdroje | Světla ramp                        | Charlie Chaplin                       | Spojené státy americké                    |
| Nejlepší film z libovolného zdroje | Mandy                              | Alexander Mackendrick a Fred F. Sears | Spojené království                        |
| Nejlepší film z libovolného zdroje | Zázrak v Miláně                    | Vittorio De Sica                      | Itálie                                    |
| Nejlepší film z libovolného zdroje | Zapomenutí                         | Luis Buñuel                           | Mexiko                                    |
| Nejlepší film z libovolného zdroje | Outcast of the Islands             | Carol Reed                            | Spojené království                        |
| Nejlepší film z libovolného zdroje | Rašómon                            | Akira Kurosawa                        | Japonsko                                  |
| Nejlepší film z libovolného zdroje | Řeka                               | Jean Renoir                           | Spojené království                        |
| Nejlepší film z libovolného zdroje | Zpívání v dešti                    | Stanley Donen a Gene Kelly            | Spojené státy americké                    |
| Nejlepší film z libovolného zdroje | Tramvaj do stanice Touha           | Elia Kazan                            | Spojené státy americké                    |
| Nejlepší film z libovolného zdroje | Viva Zapata!                       | Elia Kazan                            | Spojené státy americké                    |
| 1953                               |                                    |                                       |                                           |
| Nejlepší film z libovolného zdroje | Zakázané hry                       | René Clément                          | Francie                                   |
| Nejlepší film z libovolného zdroje | Město iluzí                        | Vincente Minnelli                     | Spojené státy americké                    |
| Nejlepší film z libovolného zdroje | Vrať se, Sábinko                   | Daniel Mann                           | Spojené státy americké                    |
| Nejlepší film z libovolného zdroje | Kruté moře                         | Charles Frend                         | Spojené království                        |
| Nejlepší film z libovolného zdroje | Two Cents Worth of Hope            | Renato Castellani                     | Itálie                                    |
| Nejlepší film z libovolného zdroje | Odtud až na věčnost                | Fred Zinnemann                        | Spojené státy americké                    |
| Nejlepší film z libovolného zdroje | Genevieve                          | Henry Cornelius                       | Spojené království                        |
| Nejlepší film z libovolného zdroje | The Heart of the Matter            | George More O'Ferrall                 | Spojené království                        |
| Nejlepší film z libovolného zdroje | Julius Caesar                      | Joseph L. Mankiewicz                  | Spojené státy americké                    |
| Nejlepší film z libovolného zdroje | The Kidnappers                     | Philip Leacock                        | Spojené království                        |
| Nejlepší film z libovolného zdroje | Lili                               | Charles Walters                       | Spojené státy americké                    |
| Nejlepší film z libovolného zdroje | The Medium                         | Gian-Carlo Menotti                    | Itálie                                    |
| Nejlepší film z libovolného zdroje | Mogambo                            | John Ford                             | Spojené státy americké                    |
| Nejlepší film z libovolného zdroje | Moulin Rouge                       | John Huston                           | Spojené království                        |
| Nejlepší film z libovolného zdroje | We Are All Murderers               | André Cayatte                         | Francie                                   |
| Nejlepší film z libovolného zdroje | Malý svět dona Camilla             | Julien Duvivier                       | Itálie Francie                            |
| Nejlepší film z libovolného zdroje | Prázdniny v Římě                   | William Wyler                         | Spojené státy americké                    |
| Nejlepší film z libovolného zdroje | Shane                              | George Stevens                        | Spojené státy americké                    |
| Nejlepší film z libovolného zdroje | Slunce svítí jasně                 | John Ford                             | Spojené státy americké                    |
| 1954                               |                                    |                                       |                                           |
| Nejlepší film z libovolného zdroje | Mzda strachu                       | Henri-Georges Clouzot                 | Francie                                   |
| Nejlepší film z libovolného zdroje | Vzpoura na lodi Caine              | Edward Dmytryk                        | Spojené státy americké                    |
| Nejlepší film z libovolného zdroje | Carrington V.C.                    | Anthony Asquith                       | Spojené království                        |
| Nejlepší film z libovolného zdroje | The Divided Heart                  | Charles Crichton                      | Spojené království                        |
| Nejlepší film z libovolného zdroje | Doktor v domě                      | Ralph Thomas                          | Spojené království                        |
| Nejlepší film z libovolného zdroje | Executive Suite                    | Robert Wise                           | Spojené státy americké                    |
| Nejlepší film z libovolného zdroje | For Better, for Worse              | J. Lee Thompson                       | Spojené království                        |
| Nejlepší film z libovolného zdroje | Buď, anebo                         | David Lean                            | Spojené království                        |
| Nejlepší film z libovolného zdroje | Jak si vzít milionáře              | Jean Negulesco                        | Spojené státy americké                    |
| Nejlepší film z libovolného zdroje | Brána pekel                        | Teinosuke Kinugasa                    | Japonsko                                  |
| Nejlepší film z libovolného zdroje | The Maggie                         | Alexander Mackendrick                 | Spojené království                        |
| Nejlepší film z libovolného zdroje | Měsíc je modrý                     | Otto Preminger                        | Spojené státy americké                    |
| Nejlepší film z libovolného zdroje | V přístavu                         | Elia Kazan                            | Spojené státy americké                    |
| Nejlepší film z libovolného zdroje | Chléb, láska a fantasie            | Luigi Comencini                       | Itálie                                    |
| Nejlepší film z libovolného zdroje | Purpurová pláň                     | Robert Parrish                        | Spojené království                        |
| Nejlepší film z libovolného zdroje | Okno do dvora                      | Alfred Hitchcock                      | Spojené státy americké                    |
| Nejlepší film z libovolného zdroje | Vzpoura v bloku 11                 | Don Siegel                            | Spojené státy americké                    |
| Nejlepší film z libovolného zdroje | Robinson Crusoe                    | Luis Buñuel                           | Mexiko                                    |
| Nejlepší film z libovolného zdroje | Romeo a Julie                      | Renato Castellani                     | Spojené království                        |
| Nejlepší film z libovolného zdroje | Sedm nevěst pro sedm bratrů        | Stanley Donen                         | Spojené státy americké                    |
| 1955                               |                                    |                                       |                                           |
| Nejlepší film z libovolného zdroje | Richard III.                       | Laurence Olivier                      | Spojené království                        |
| Nejlepší film z libovolného zdroje | Černý den v Black Rock             | John Sturges                          | Spojené státy americké                    |
| Nejlepší film z libovolného zdroje | Carmen Jones                       | Otto Preminger                        | Spojené státy americké                    |
| Nejlepší film z libovolného zdroje | Útěk z Colditzu                    | Guy Hamilton                          | Spojené království                        |
| Nejlepší film z libovolného zdroje | Ďáblové v oblacích                 | Michael Anderson                      | Spojené království                        |
| Nejlepší film z libovolného zdroje | Na východ od ráje                  | Elia Kazan                            | Spojené státy americké                    |
| Nejlepší film z libovolného zdroje | Pět lupičů a stará dáma            | Alexander Mackendrick                 | Spojené království                        |
| Nejlepší film z libovolného zdroje | Marty                              | Delbert Mann                          | Spojené státy americké                    |
| Nejlepší film z libovolného zdroje | The Night My Number Came Up        | Leslie Norman                         | Spojené království                        |
| Nejlepší film z libovolného zdroje | The Prisoner                       | Peter Glenville                       | Spojené království                        |
| Nejlepší film z libovolného zdroje | Sedm samurajů                      | Akira Kurosawa                        | Japonsko                                  |
| Nejlepší film z libovolného zdroje | Simba                              | Brian Desmond Hurst                   | Spojené království                        |
| Nejlepší film z libovolného zdroje | The Road                           | Federico Fellini                      | Itálie                                    |
| Nejlepší film z libovolného zdroje | Letní opojení                      | David Lean                            | Spojené státy americké Spojené království |
| 1956                               |                                    |                                       |                                           |
| Nejlepší film z libovolného zdroje | Gervaisa                           | René Clément                          | Francie                                   |
| Nejlepší film z libovolného zdroje | Friends for Life                   | Franco Rossi                          | Itálie                                    |
| Nejlepší film z libovolného zdroje | Baby Doll                          | Elia Kazan                            | Spojené státy americké                    |
| Nejlepší film z libovolného zdroje | Bitva u La Plata                   | Michael PowellEmeric Pressburger      | Spojené království                        |
| Nejlepší film z libovolného zdroje | The Unfrocked One                  | Léo Joannon                           | Francie                                   |
| Nejlepší film z libovolného zdroje | Frajeři a saze                     | Joseph L. Mankiewicz                  | Spojené státy americké                    |
| Nejlepší film z libovolného zdroje | Zabíjení                           | Stanley Kubrick                       | Spojené státy americké                    |
| Nejlepší film z libovolného zdroje | The Man Who Never Was              | Ronald Neame                          | Spojené království                        |
| Nejlepší film z libovolného zdroje | Muž se zlatou paží                 | Otto Preminger                        | Spojené státy americké                    |
| Nejlepší film z libovolného zdroje | Piknik                             | Joshua Logan                          | Spojené státy americké                    |
| Nejlepší film z libovolného zdroje | Rozmarná žena                      | Samson Samsonov                       | Sovětský svaz                             |
| Nejlepší film z libovolného zdroje | Reach for the Sky                  | Lewis Gilbert                         | Spojené království                        |
| Nejlepší film z libovolného zdroje | Rebel bez příčiny                  | Nicholas Ray                          | Spojené státy americké                    |
| Nejlepší film z libovolného zdroje | Shadow                             | Jerzy Kawalerowicz                    | Polsko                                    |
| Nejlepší film z libovolného zdroje | Úsměvy letní noci                  | Ingmar Bergman                        | Švédsko                                   |
| Nejlepší film z libovolného zdroje | Město jako Alice                   | Jack Lee                              | Spojené království                        |
| Nejlepší film z libovolného zdroje | Potíže s Harrym                    | Alfred Hitchcock                      | Spojené státy americké                    |
| Nejlepší film z libovolného zdroje | Vojna a mír                        | King Vidor                            | Spojené státy americké Itálie             |
| Nejlepší film z libovolného zdroje | Yield to the Night                 | J. Lee Thompson                       | Spojené království                        |
| 1957                               |                                    |                                       |                                           |
| Nejlepší film z libovolného zdroje | Most přes řeku Kwai                | David Lean                            | Spojené království                        |
| Nejlepší film z libovolného zdroje | Dvanáct rozhněvaných mužů          | Sidney Lumet                          | Spojené státy americké                    |
| Nejlepší film z libovolného zdroje | Cesta za záchranou                 | Delmer Daves                          | Spojené státy americké                    |
| Nejlepší film z libovolného zdroje | The Bachelor Party                 | Delbert Mann                          | Spojené státy americké                    |
| Nejlepší film z libovolného zdroje | Ten, který musí zemřít             | Jules Dassin                          | Itálie Francie                            |
| Nejlepší film z libovolného zdroje | Edge of the City                   | Martin Ritt                           | Spojené státy americké                    |
| Nejlepší film z libovolného zdroje | Bůh to vidí, pane Allisone         | John Huston                           | Spojené státy americké                    |
| Nejlepší film z libovolného zdroje | Song of the Road                   | Satjádžit Ráj                         | Indie                                     |
| Nejlepší film z libovolného zdroje | Stezky slávy                       | Stanley Kubrick                       | Spojené státy americké                    |
| Nejlepší film z libovolného zdroje | Gate of Lilacs                     | René Clair                            | Itálie Francie                            |
| Nejlepší film z libovolného zdroje | Princ a tanečnice                  | Laurence Olivier                      | Spojené království                        |
| Nejlepší film z libovolného zdroje | The Shiralee                       | Leslie Norman                         | Spojené království                        |
| Nejlepší film z libovolného zdroje | That Night!                        | John Newland                          | Spojené státy americké                    |
| Nejlepší film z libovolného zdroje | Šerifská hvězda                    | Anthony Mann                          | Spojené státy americké                    |
| Nejlepší film z libovolného zdroje | K smrti odsouzený uprchl           | Robert Bresson                        | Francie                                   |
| Nejlepší film z libovolného zdroje | Windom's Way                       | Ronald Neame                          | Spojené království                        |
| 1958                               |                                    |                                       |                                           |
| Nejlepší film z libovolného zdroje | Místo nahoře                       | Jack Clayton                          | Spojené království                        |
| Nejlepší film z libovolného zdroje | Nezdolný                           | Satjádžit Ráj                         | Indie                                     |
| Nejlepší film z libovolného zdroje | Kočka na rozpálené plechové střeše | Richard Brooks                        | Spojené státy americké                    |
| Nejlepší film z libovolného zdroje | Útěk v řetězech                    | Stanley Kramer                        | Spojené státy americké                    |
| Nejlepší film z libovolného zdroje | Ice Cold in Alex                   | J. Lee Thompson                       | Spojené království                        |
| Nejlepší film z libovolného zdroje | Indiskrétní příběh                 | Stanley Donen                         | Spojené království                        |
| Nejlepší film z libovolného zdroje | Jeřábi táhnou                      | Michail Kalatozov                     | Sovětský svaz                             |
| Nejlepší film z libovolného zdroje | No Down Payment                    | Martin Ritt                           | Spojené státy americké                    |
| Nejlepší film z libovolného zdroje | Cabiriiny noci                     | Federico Fellini                      | Itálie                                    |
| Nejlepší film z libovolného zdroje | Orders to Kill                     | Anthony Asquith                       | Spojené království                        |
| Nejlepší film z libovolného zdroje | Písečné moře                       | Guy Green                             | Spojené království                        |
| Nejlepší film z libovolného zdroje | Ovčák                              | George Marshall                       | Spojené státy americké                    |
| Nejlepší film z libovolného zdroje | Lesní jahody                       | Ingmar Bergman                        | Švédsko                                   |
| Nejlepší film z libovolného zdroje | Mladí lvi                          | Edward Dmytryk                        | Spojené státy americké                    |
| 1959                               |                                    |                                       |                                           |
| Nejlepší film z libovolného zdroje | Ben Hur                            | William Wyler                         | Spojené státy americké                    |
| Nejlepší film z libovolného zdroje | Anatomie vraždy                    | Otto Preminger                        | Spojené státy americké                    |
| Nejlepší film z libovolného zdroje | Tvář                               | Ingmar Bergman                        | Švédsko                                   |
| Nejlepší film z libovolného zdroje | Velká země                         | William Wyler                         | Spojené státy americké                    |
| Nejlepší film z libovolného zdroje | Nátlak                             | Richard Fleischer                     | Spojené státy americké                    |
| Nejlepší film z libovolného zdroje | Gigi                               | Vincente Minnelli                     | Spojené státy americké                    |
| Nejlepší film z libovolného zdroje | Ohlédni se v hněvu                 | Tony Richardson                       | Spojené království                        |
| Nejlepší film z libovolného zdroje | Maigret klade past                 | Jean Delannoy                         | Francie                                   |
| Nejlepší film z libovolného zdroje | North West Frontier                | J. Lee Thompson                       | Spojené království                        |
| Nejlepší film z libovolného zdroje | Příběh jeptišky                    | Fred Zinnemann                        | Spojené státy americké                    |
| Nejlepší film z libovolného zdroje | Popel a démant                     | Andrzej Wajda                         | Polsko                                    |
| Nejlepší film z libovolného zdroje | Nenávist                           | Basil Dearden                         | Spojené království                        |
| Nejlepší film z libovolného zdroje | Někdo to rád horké                 | Billy Wilder                          | Spojené státy americké                    |
| Nejlepší film z libovolného zdroje | Korunní svědek                     | J. Lee Thompson                       | Spojené království                        |
| Nejlepší film z libovolného zdroje | Yesterday's Enemy                  | Val Guest                             | Spojené království                        |

### Šedesátá léta
| Kategorie                          | Film                                                                       | Režie                        | Země                                      |
| ---------------------------------- | -------------------------------------------------------------------------- | ---------------------------- | ----------------------------------------- |
| 1960                               |                                                                            |                              |                                           |
| Nejlepší film z libovolného zdroje | Byt                                                                        | Billy Wilder                 | Spojené státy americké                    |
| Nejlepší film z libovolného zdroje | Hněvivé ticho                                                              | Guy Green                    | Spojené království                        |
| Nejlepší film z libovolného zdroje | Dobrodružství                                                              | Michelangelo Antonioni       | Itálie Francie                            |
| Nejlepší film z libovolného zdroje | Sladký život                                                               | Federico Fellini             | Itálie Francie                            |
| Nejlepší film z libovolného zdroje | Elmer Gantry                                                               | Richard Brooks               | Spojené státy americké                    |
| Nejlepší film z libovolného zdroje | Hirošima, má láska                                                         | Alain Resnais                | Japonsko Francie                          |
| Nejlepší film z libovolného zdroje | Kdo seje vítr                                                              | Stanley Kramer               | Spojené státy americké                    |
| Nejlepší film z libovolného zdroje | Pojď, budeme se milovat                                                    | George Cukor                 | Spojené státy americké                    |
| Nejlepší film z libovolného zdroje | Černý Orfeus                                                               | Marcel Camus                 | Itálie Francie Belgie                     |
| Nejlepší film z libovolného zdroje | Nikdy v neděli                                                             | Jules Dassin                 | Řecko                                     |
| Nejlepší film z libovolného zdroje | Nikdo mne nemá rád                                                         | François Truffaut            | Francie                                   |
| Nejlepší film z libovolného zdroje | V sobotu večer, v neděli ráno                                              | Karel Reisz                  | Spojené království                        |
| Nejlepší film z libovolného zdroje | Stíny                                                                      | John Cassavetes              | Spojené státy americké                    |
| Nejlepší film z libovolného zdroje | Spartakus                                                                  | Stanley Kubrick              | Spojené státy americké                    |
| Nejlepší film z libovolného zdroje | Orfeova závěť                                                              | Jean Cocteau                 | Francie                                   |
| Nejlepší film z libovolného zdroje | Soudní procesy s Oscarem Wildem                                            | Ken Hughes                   | Spojené království                        |
| Nejlepší film z libovolného zdroje | Melodie slávy                                                              | Ronald Neame                 | Spojené království                        |
| 1961                               |                                                                            |                              |                                           |
| Nejlepší film z libovolného zdroje | Balada o vojákovi                                                          | Grigorij Čuchraj             | Sovětský svaz                             |
| Nejlepší film z libovolného zdroje | Hazardní hráč                                                              | Robert Rossen                | Spojené státy americké                    |
| Nejlepší film z libovolného zdroje | Hlas krve                                                                  | Satjádžit Ráj                | Indie                                     |
| Nejlepší film z libovolného zdroje | Neviňátka                                                                  | Jack Clayton                 | Spojené království                        |
| Nejlepší film z libovolného zdroje | Norimberský proces                                                         | Stanley Kramer               | Spojené státy americké                    |
| Nejlepší film z libovolného zdroje | The Long and the Short and the Tall                                        | Leslie Norman                | Spojené království                        |
| Nejlepší film z libovolného zdroje | Rocco a jeho bratři                                                        | Luchino Visconti             | Itálie                                    |
| Nejlepší film z libovolného zdroje | Poutníci za sluncem                                                        | Fred Zinnemann               | Spojené království                        |
| Nejlepší film z libovolného zdroje | Kapka medu                                                                 | Tony Richardson              | Spojené království                        |
| Nejlepší film z libovolného zdroje | Díra                                                                       | Jacques Becker               | Francie                                   |
| Nejlepší film z libovolného zdroje | Mluviti do větru                                                           | Bryan Forbes                 | Spojené království                        |
| 1962                               |                                                                            |                              |                                           |
| Nejlepší film z libovolného zdroje | Lawrence z Arábie                                                          | David Lean                   | Spojené království                        |
| Nejlepší film z libovolného zdroje | Loni v Marienbadu                                                          | Alain Resnais                | Itálie Francie                            |
| Nejlepší film z libovolného zdroje | Billy Budd                                                                 | Peter Ustinov                | Spojené království                        |
| Nejlepší film z libovolného zdroje | Desátník smolař                                                            | Jean Renoir                  | Francie                                   |
| Nejlepší film z libovolného zdroje | Dáma s psíčkem                                                             | Josif Chejfic                | Sovětský svaz                             |
| Nejlepší film z libovolného zdroje | Ostrov                                                                     | Kaneto Šindó                 | Japonsko                                  |
| Nejlepší film z libovolného zdroje | Jules a Jim                                                                | François Truffaut            | Francie                                   |
| Nejlepší film z libovolného zdroje | Takové milování                                                            | John Schlesinger             | Spojené království                        |
| Nejlepší film z libovolného zdroje | Pokoj ve tvaru L                                                           | Bryan Forbes                 | Spojené království                        |
| Nejlepší film z libovolného zdroje | Lola                                                                       | Jacques Demy                 | Itálie Francie                            |
| Nejlepší film z libovolného zdroje | Mandžuský kandidát                                                         | John Frankenheimer           | Spojené státy americké                    |
| Nejlepší film z libovolného zdroje | Divotvůrkyně                                                               | Arthur Penn                  | Spojené státy americké                    |
| Nejlepší film z libovolného zdroje | Jen dva mohou hrát                                                         | Sidney Gilliat               | Spojené království                        |
| Nejlepší film z libovolného zdroje | Phaedra                                                                    | Jules Dassin                 | Řecko                                     |
| Nejlepší film z libovolného zdroje | Jako v zrcadle                                                             | Ingmar Bergman               | Švédsko                                   |
| Nejlepší film z libovolného zdroje | Tu ne tueras point                                                         | Claude Autant-Lara           | Itálie Jugoslávie Lichtenštejnsko         |
| Nejlepší film z libovolného zdroje | Tak dlouhá nepřítomnost                                                    | Henri Colpi                  | Itálie Francie                            |
| Nejlepší film z libovolného zdroje | West Side Story                                                            | Jerome Robbins a Robert Wise | Spojené státy americké                    |
| 1963                               |                                                                            |                              |                                           |
| Nejlepší film z libovolného zdroje | Tom Jones                                                                  | Tony Richardson              | Spojené království                        |
| Nejlepší film z libovolného zdroje | Osm a půl                                                                  | Federico Fellini             | Itálie                                    |
| Nejlepší film z libovolného zdroje | Billy lhář                                                                 | John Schlesinger             | Spojené království                        |
| Nejlepší film z libovolného zdroje | David a Líza                                                               | Frank Perry                  | Spojené státy americké                    |
| Nejlepší film z libovolného zdroje | Dny vína a růží                                                            | Blake Edwards                | Spojené státy americké                    |
| Nejlepší film z libovolného zdroje | Rozvod po italsku                                                          | Pietro Germi                 | Itálie                                    |
| Nejlepší film z libovolného zdroje | Hud                                                                        | Martin Ritt                  | Spojené státy americké                    |
| Nejlepší film z libovolného zdroje | Nůž ve vodě                                                                | Roman Polański               | Polsko                                    |
| Nejlepší film z libovolného zdroje | Čtyři neapolské dny                                                        | Nanni Loy                    | Itálie                                    |
| Nejlepší film z libovolného zdroje | Sluha                                                                      | Joseph Losey                 | Spojené království                        |
| Nejlepší film z libovolného zdroje | Ten sportovní život                                                        | Lindsay Anderson             | Spojené království                        |
| Nejlepší film z libovolného zdroje | Jako zabít ptáčka                                                          | Robert Mulligan              | Spojené státy americké                    |
| 1964                               |                                                                            |                              |                                           |
| Nejlepší film z libovolného zdroje | Dr. Divnoláska aneb Jak jsem se naučil nedělat si starosti a mít rád bombu | Stanley Kubrick              | Spojené království                        |
| Nejlepší film z libovolného zdroje | Becket                                                                     | Peter Glenville              | Spojené království                        |
| Nejlepší film z libovolného zdroje | The Pumpkin Eater                                                          | Jack Clayton                 | Spojené království                        |
| Nejlepší film z libovolného zdroje | Vlak                                                                       | John Frankenheimer           | Spojené království                        |
| 1965                               |                                                                            |                              |                                           |
| Nejlepší film z libovolného zdroje | My Fair Lady                                                               | George Cor                   | Spojené státy americké                    |
| Nejlepší film z libovolného zdroje | Řek Zorba                                                                  | Michalis Kakojannis          | Spojené státy americké Řecko              |
| Nejlepší film z libovolného zdroje | Hamlet                                                                     | Grigorij Kozincev            | Sovětský svaz                             |
| Nejlepší film z libovolného zdroje | Pahorek                                                                    | Sidney Lumet                 | Spojené království                        |
| Nejlepší film z libovolného zdroje | Fortel, a jak ho získat                                                    | Richard Lester               | Spojené království                        |
| 1966                               |                                                                            |                              |                                           |
| Nejlepší film z libovolného zdroje | Kdo se bojí Virginie Woolfové?                                             | Mike Nichols                 | Spojené státy americké                    |
| Nejlepší film z libovolného zdroje | Doktor Živago                                                              | David Lean                   | Spojené státy americké                    |
| Nejlepší film z libovolného zdroje | Morgan – případ zralý k léčení                                             | Karel Reisz                  | Spojené království                        |
| Nejlepší film z libovolného zdroje | Špión, který přišel z chladu                                               | Martin Ritt                  | Spojené království                        |
| 1967                               |                                                                            |                              |                                           |
| Nejlepší film z libovolného zdroje | Člověk pro každé počasí                                                    | Fred Zinnemann               | Spojené království                        |
| Nejlepší film z libovolného zdroje | Bonnie a Clyde                                                             | Arthur Penn                  | Spojené státy americké                    |
| Nejlepší film z libovolného zdroje | V žáru noci                                                                | Norman Jewison               | Spojené státy americké                    |
| Nejlepší film z libovolného zdroje | Muž a žena                                                                 | Claude Lelouch               | Francie                                   |
| 1968                               |                                                                            |                              |                                           |
| Nejlepší film                      | Absolvent                                                                  | Mike Nichols                 | Spojené státy americké                    |
| Nejlepší film                      | 2001: Vesmírná odysea                                                      | Stanley Kubrick              | Spojené státy americké Spojené království |
| Nejlepší film                      | Oliver!                                                                    | Carol Reed                   | Spojené království                        |
| Nejlepší film                      | Ostře sledované vlaky                                                      | Jiří Menzel                  | Československo                            |
| 1969                               |                                                                            |                              |                                           |
| Nejlepší film                      | Půlnoční kovboj                                                            | John Schlesinger             | Spojené státy americké                    |
| Nejlepší film                      | Jaká to rozkošná válka!                                                    | Richard Attenborough         | Spojené království                        |
| Nejlepší film                      | Zamilované ženy                                                            | Ken Russell                  | Spojené království                        |
| Nejlepší film                      | Z                                                                          | Costa Gavras                 | Francie                                   |

### Sedmdesátá léta
| Kategorie     | Film                                | Režie                | Země                                      |
| ------------- | ----------------------------------- | -------------------- | ----------------------------------------- |
| 1970          |                                     |                      |                                           |
| Nejlepší film | Butch Cassidy a Sundance Kid        | George Roy Hill      | Spojené státy americké                    |
| Nejlepší film | Kes                                 | Kenneth Loach        | Spojené království                        |
| Nejlepší film | M* A* S* H                          | Robert Altman        | Spojené státy americké                    |
| Nejlepší film | Ryanova dcera                       | David Lean           | Spojené království                        |
| 1971          |                                     |                      |                                           |
| Nejlepší film | Mizerná neděle                      | John Schlesinger     | Spojené království                        |
| Nejlepší film | Posel                               | Joseph Losey         | Spojené království                        |
| Nejlepší film | Smrt v Benátkách                    | Luchino Visconti     | Itálie Francie                            |
| Nejlepší film | Taking Off                          | Miloš Forman         | Spojené státy americké                    |
| 1972          |                                     |                      |                                           |
| Nejlepší film | Kabaret                             | Bob Fosse            | Spojené státy americké                    |
| Nejlepší film | Mechanický pomeranč                 | Stanley Kubrick      | Spojené království                        |
| Nejlepší film | Francouzská spojka                  | William Friedkin     | Spojené státy americké                    |
| Nejlepší film | Poslední představení                | Peter Bogdanovich    | Spojené státy americké                    |
| 1973          |                                     |                      |                                           |
| Nejlepší film | Americká noc                        | François Truffaut    | Itálie Francie                            |
| Nejlepší film | Nenápadný půvab buržoazie           | Luis Buñuel          | Itálie Francie Španělsko                  |
| Nejlepší film | Šakal                               | Fred Zinnemann       | Spojené království Francie                |
| Nejlepší film | Teď se nedívej                      | Nicolas Roeg         | Itálie Spojené království                 |
| 1974          |                                     |                      |                                           |
| Nejlepší film | Lacombe Lucien                      | Louis Malle          | Německo Itálie Francie                    |
| Nejlepší film | Čínská čtvrť                        | Roman Polański       | Spojené státy americké                    |
| Nejlepší film | Poslední eskorta                    | Hal Ashby            | Spojené státy americké                    |
| Nejlepší film | Vražda v Orient expresu             | Sidney Lumet         | Spojené království                        |
| 1975          |                                     |                      |                                           |
| Nejlepší film | Alice už tu nebydlí                 | Martin Scorsese      | Spojené státy americké                    |
| Nejlepší film | Barry Lyndon                        | Stanley Kubrick      | Spojené království                        |
| Nejlepší film | Psí odpoledne                       | Sidney Lumet         | Spojené státy americké                    |
| Nejlepší film | Čelisti                             | Steven Spielberg     | Spojené státy americké                    |
| 1976          |                                     |                      |                                           |
| Nejlepší film | Přelet nad kukaččím hnízdem         | Miloš Forman         | Spojené státy americké                    |
| Nejlepší film | Všichni prezidentovi muži           | Alan Pakula          | Spojené státy americké                    |
| Nejlepší film | Bugsy Malone                        | Alan Parker          | Spojené království                        |
| Nejlepší film | Taxikář                             | Martin Scorsese      | Spojené státy americké                    |
| 1977          |                                     |                      |                                           |
| Nejlepší film | Annie Hallová                       | Woody Allen          | Spojené státy americké                    |
| Nejlepší film | Příliš vzdálený most                | Richard Attenborough | Spojené státy americké Spojené království |
| Nejlepší film | Network                             | Sidney Lumet         | Spojené státy americké                    |
| Nejlepší film | Rocky                               | John G. Avildsen     | Spojené státy americké                    |
| 1978          |                                     |                      |                                           |
| Nejlepší film | Julia                               | Fred Zinnemann       | Spojené státy americké                    |
| Nejlepší film | Blízká setkání třetího druhu        | Steven Spielberg     | Spojené státy americké Spojené království |
| Nejlepší film | Půlnoční expres                     | Alan Parker          | Spojené státy americké Spojené království |
| Nejlepší film | Star Wars: Epizoda IV – Nová naděje | George Lucas         | Spojené státy americké                    |
| 1979          |                                     |                      |                                           |
| Nejlepší film | Manhattan                           | Woody Allen          | Spojené státy americké                    |
| Nejlepší film | Apokalypsa                          | Francis Ford Coppola | Spojené státy americké                    |
| Nejlepší film | Čínský syndrom                      | James Bridges        | Spojené státy americké                    |
| Nejlepší film | Lovec jelenů                        | Michael Cimino       | Spojené státy americké                    |

### Osmdesátá léta
| Kategorie     | Český název                | Režie                | Země                                      |
| ------------- | -------------------------- | -------------------- | ----------------------------------------- |
| 1980          |                            |                      |                                           |
| Nejlepší film | Sloní muž                  | David Lynch          | Spojené státy americké Spojené království |
| Nejlepší film | Byl jsem při tom           | Hal Ashby            | Spojené státy americké                    |
| Nejlepší film | Kagemuša                   | Akira Kurosawa       | Japonsko                                  |
| Nejlepší film | Kramerová versus Kramer    | Robert Benton        | Spojené státy americké                    |
| 1981          |                            |                      |                                           |
| Nejlepší film | Ohnivé vozy                | Hugh Hudson          | Spojené království                        |
| Nejlepší film | Atlantic City              | Louis Malle          | Spojené státy americké Kanada Francie     |
| Nejlepší film | Francouzova milenka        | Karel Reisz          | Spojené království                        |
| Nejlepší film | —                          | Bill Forsyth         | Spojené království                        |
| Nejlepší film | Dobyvatelé ztracené archy  | Steven Spielberg     | Spojené státy americké                    |
| 1982          |                            |                      |                                           |
| Nejlepší film | Gándhí                     | Richard Attenborough | Spojené království Indie                  |
| Nejlepší film | E.T. – Mimozemšťan         | Steven Spielberg     | Spojené státy americké                    |
| Nejlepší film | Nezvěstný                  | Costa-Gavras         | Spojené státy americké                    |
| Nejlepší film | Na Zlatém jezeře           | Mark Rydell          | Spojené státy americké                    |
| 1983          |                            |                      |                                           |
| Nejlepší film | Rita                       | Lewis Gilbert        | Spojené království                        |
| Nejlepší film | —                          | James Ivory          | Spojené království                        |
| Nejlepší film | Místní hrdina              | Bill Forsyth         | Spojené království                        |
| Nejlepší film | Tootsie                    | Sydney Pollack       | Spojené státy americké                    |
| 1984          |                            |                      |                                           |
| Nejlepší film | Vražedná pole              | Roland Joffé         | Spojené království                        |
| Nejlepší film | Garderobiér                | Peter Yates          | Spojené království                        |
| Nejlepší film | Paříž, Texas               | Wim Wenders          | Francie Německo                           |
| Nejlepší film | Soukromá slavnost          | Malcolm Mowbray      | Spojené království                        |
| 1985          |                            |                      |                                           |
| Nejlepší film | Purpurová růže z Káhiry    | Woody Allen          | Spojené státy americké                    |
| Nejlepší film | Amadeus                    | Miloš Forman         | Spojené státy americké                    |
| Nejlepší film | Návrat do budoucnosti      | Robert Zemeckis      | Spojené státy americké                    |
| Nejlepší film | Cesta do Indie             | David Lean           | Spojené království                        |
| Nejlepší film | Svědek                     | Peter Weir           | Spojené státy americké                    |
| 1986          |                            |                      |                                           |
| Nejlepší film | Pokoj s vyhlídkou          | James Ivory          | Spojené království                        |
| Nejlepší film | Hana a její sestry         | Woody Allen          | Spojené státy americké                    |
| Nejlepší film | Mise                       | Roland Joffé         | Spojené království                        |
| Nejlepší film | Mona Lisa                  | Neil Jordan          | Spojené království                        |
| 1987          |                            |                      |                                           |
| Nejlepší film | Jean od Floretty           | Claude Berri         | Francie Švýcarsko Itálie                  |
| Nejlepší film | Volání svobody             | Richard Attenborough | Spojené království                        |
| Nejlepší film | Naděje a sláva             | John Boorman         | Spojené království                        |
| Nejlepší film | Zlaté časy rádia           | Woody Allen          | Spojené státy americké                    |
| 1988          |                            |                      |                                           |
| Nejlepší film | Poslední císař             | Bernardo Bertolucci  | Itálie Spojené království Francie         |
| Nejlepší film | Na shledanou, chlapci      | Louis Malle          | Francie Německo                           |
| Nejlepší film | Babettina hostina          | Gabriel Axel         | Dánsko                                    |
| Nejlepší film | Ryba jménem Wanda          | Charles Crichton     | Spojené státy americké Spojené království |
| 1989          |                            |                      |                                           |
| Nejlepší film | Společnost mrtvých básníků | Peter Weir           | Spojené státy americké                    |
| Nejlepší film | Moje levá noha             | Jim Sheridan         | Irsko Spojené království                  |
| Nejlepší film | Shirley Valentinová        | Lewis Gilbert        | Spojené státy americké Spojené království |
| Nejlepší film | Když Harry potkal Sally    | Rob Reiner           | Spojené státy americké                    |

### Devadesátá léta
| Kategorie     | Film                              | Režie                | Země                                            |
| ------------- | --------------------------------- | -------------------- | ----------------------------------------------- |
| 1990          |                                   |                      |                                                 |
| Nejlepší film | Mafiáni                           | Martin Scorsese      | Spojené státy americké                          |
| Nejlepší film | Zločiny a poklesky                | Woody Allen          | Spojené státy americké                          |
| Nejlepší film | Řidič slečny Daisy                | Bruce Beresford      | Spojené státy americké                          |
| Nejlepší film | Pretty Woman                      | Garry Marshall       | Spojené státy americké                          |
| 1991          |                                   |                      |                                                 |
| Nejlepší film | The Commitments                   | Alan Parker          | Spojené státy americké Spojené království Irsko |
| Nejlepší film | Tanec s vlky                      | Kevin Costner        | Spojené státy americké Spojené království       |
| Nejlepší film | Mlčení jehňátek                   | Jonathan Demme       | Spojené státy americké                          |
| Nejlepší film | Thelma a Louise                   | Ridley Scott         | Spojené státy americké                          |
| 1992          |                                   |                      |                                                 |
| Nejlepší film | Rodinné sídlo                     | James Ivory          | Spojené království                              |
| Nejlepší film | Hra na pláč                       | Neil Jordan          | Spojené království Japonsko                     |
| Nejlepší film | Hráč                              | Robert Altman        | Spojené státy americké                          |
| Nejlepší film | Tanec v srdci                     | Baz Luhrmann         | Austrálie                                       |
| Nejlepší film | Nesmiřitelní                      | Clint Eastwood       | Spojené státy americké                          |
| 1993          |                                   |                      |                                                 |
| Nejlepší film | Schindlerův seznam                | Steven Spielberg     | Spojené státy americké                          |
| Nejlepší film | Piano                             | Jane Campion         | Francie Austrálie                               |
| Nejlepší film | Soumrak dne                       | James Ivory          | Spojené státy americké Spojené království       |
| Nejlepší film | Krajina stínů                     | Richard Attenborough | Spojené království                              |
| 1994          |                                   |                      |                                                 |
| Nejlepší film | Čtyři svatby a jeden pohřeb       | Mike Newell          | Spojené království                              |
| Nejlepší film | Forrest Gump                      | Robert Zemeckis      | Spojené státy americké                          |
| Nejlepší film | Pulp Fiction: Historky z podsvětí | Quentin Tarantino    | Spojené státy americké                          |
| Nejlepší film | Otázky a odpovědi                 | Robert Redford       | Spojené státy americké                          |
| 1995          |                                   |                      |                                                 |
| Nejlepší film | Rozum a cit                       | Ang Lee              | Spojené státy americké Spojené království       |
| Nejlepší film | Obvyklí podezřelí                 | Bryan Singer         | Spojené státy americké                          |
| Nejlepší film | Babe – galantní prasátko          | Chris Noonan         | Spojené státy americké Austrálie                |
| Nejlepší film | Šílenství krále Jiřího            | Nicholas Hytner      | Spojené království                              |
| 1996          |                                   |                      |                                                 |
| Nejlepší film | Anglický pacient                  | Anthony Minghella    | Spojené státy americké Spojené království       |
| Nejlepší film | Fargo                             | Joel Coen            | Spojené státy americké                          |
| Nejlepší film | Tajnosti a lži                    | Mike Leigh           | Spojené království                              |
| Nejlepší film | Záře                              | Scott Hicks          | Austrálie                                       |
| 1997          |                                   |                      |                                                 |
| Nejlepší film | Do naha!                          | Peter Cattaneo       | Spojené království                              |
| Nejlepší film | L. A. – Přísně tajné              | Curtis Hanson        | Spojené státy americké                          |
| Nejlepší film | Paní Brownová                     | John Madden          | Spojené státy americké Spojené království Irsko |
| Nejlepší film | Titanic                           | James Cameron        | Spojené státy americké                          |
| 1998          |                                   |                      |                                                 |
| Nejlepší film | Zamilovaný Shakespeare            | John Madden          | Spojené státy americké Spojené království       |
| Nejlepší film | Královna Alžběta                  | Shekhar Kapur        | Spojené království                              |
| Nejlepší film | Zachraňte vojína Ryana            | Steven Spielberg     | Spojené státy americké                          |
| Nejlepší film | Truman Show                       | Peter Weir           | Spojené státy americké                          |
| 1999          |                                   |                      |                                                 |
| Nejlepší film | Americká krása                    | Sam Mendes           | Spojené státy americké                          |
| Nejlepší film | Východ je východ                  | Damien O'Donnell     | Spojené království                              |
| Nejlepší film | Hranice lásky                     | Neil Jordan          | Spojené státy americké Spojené království       |
| Nejlepší film | Šestý smysl                       | M. Night Shyamalan   | Spojené státy americké                          |
| Nejlepší film | Talentovaný pan Ripley            | Anthony Minghella    | Spojené státy americké                          |

### První dekáda 21. století
| Kategorie     | Film                                       | Režie                            | Země                                      |
| ------------- | ------------------------------------------ | -------------------------------- | ----------------------------------------- |
| 2000          |                                            |                                  |                                           |
| Nejlepší film | Gladiátor                                  | Ridley Scott                     | Spojené státy americké Spojené království |
| Nejlepší film | Na pokraji slávy                           | Cameron Crowe                    | Spojené státy americké                    |
| Nejlepší film | Billy Elliot                               | Stephen Daldry                   | Spojené království                        |
| Nejlepší film | Erin Brockovich                            | Steven Soderbergh                | Spojené státy americké                    |
| Nejlepší film | Tygr a drak                                | Ang Lee                          | Tchaj-wan Hongkong Čína                   |
| 2001          |                                            |                                  |                                           |
| Nejlepší film | Pán prstenů: Společenstvo Prstenu          | Peter Jackson                    | Spojené státy americké Nový Zéland        |
| Nejlepší film | Čistá duše                                 | Ron Howard                       | Spojené státy americké                    |
| Nejlepší film | Amélie z Montmartru                        | Jean-Pierre Jeunet               | Francie Německo                           |
| Nejlepší film | Moulin Rouge!                              | Baz Luhrmann                     | Spojené státy americké                    |
| Nejlepší film | Shrek                                      | Andrew Adamson a Vicky Jenson    | Spojené státy americké                    |
| 2002          |                                            |                                  |                                           |
| Nejlepší film | Pianista                                   | Roman Polański                   | Francie Německo Polsko Spojené království |
| Nejlepší film | Chicago                                    | Rob Marshall                     | Spojené státy americké Německo            |
| Nejlepší film | Gangy New Yorku                            | Martin Scorsese                  | Spojené státy americké                    |
| Nejlepší film | Hodiny                                     | Stephen Daldry                   | Spojené státy americké Spojené království |
| Nejlepší film | Pán prstenů: Dvě věže                      | Peter Jackson                    | Spojené státy americké Nový Zéland        |
| 2003          |                                            |                                  |                                           |
| Nejlepší film | Pán prstenů: Návrat krále                  | Peter Jackson                    | Spojené státy americké Nový Zéland        |
| Nejlepší film | Velká ryba                                 | Tim Burton                       | Spojené státy americké                    |
| Nejlepší film | Návrat do Cold Mountain                    | Anthony Minghella                | Spojené státy americké Spojené království |
| Nejlepší film | Ztraceno v překladu                        | Sofia Coppola                    | Spojené státy americké Japonsko           |
| Nejlepší film | Master & Commander: Odvrácená strana světa | Peter Weir                       | Spojené státy americké                    |
| 2004          |                                            |                                  |                                           |
| Nejlepší film | Letec                                      | Martin Scorsese                  | Spojené státy americké                    |
| Nejlepší film | Motocyklové deníky                         | Walter Salles                    | Spojené státy americké Spojené království |
| Nejlepší film | Věčný svit neposkvrněné mysli              | Michel Gondry                    | Spojené státy americké                    |
| Nejlepší film | Hledání Země Nezemě                        | Marc Forster                     | Spojené státy americké Spojené království |
| Nejlepší film | Vera Drake – Žena dvou tváří               | Mike Leigh                       | Francie Spojené království                |
| 2005          |                                            |                                  |                                           |
| Nejlepší film | Zkrocená hora                              | Ang Lee                          | Spojené státy americké                    |
| Nejlepší film | Capote                                     | Bennett Miller                   | Spojené státy americké Kanada             |
| Nejlepší film | Nepohodlný                                 | Fernando Meirelles               | Spojené království Německo                |
| Nejlepší film | Crash                                      | Paul Haggis                      | Spojené státy americké USA Německo        |
| Nejlepší film | Dobrou noc a hodně štěstí                  | George Clooney                   | Spojené státy americké                    |
| 2006          |                                            |                                  |                                           |
| Nejlepší film | Královna                                   | Stephen Frears                   | Spojené království Francie Itálie         |
| Nejlepší film | Babel                                      | Alejandro González Iñárritu      | Spojené státy americké Mexiko Francie     |
| Nejlepší film | Skrytá identita                            | Martin Scorsese                  | Spojené státy americké                    |
| Nejlepší film | Poslední skotský král                      | Kevin Macdonald                  | Spojené království                        |
| Nejlepší film | Malá Miss Sunshine                         | Jonathan DaytonValerie Faris     | Spojené státy americké                    |
| 2007          |                                            |                                  |                                           |
| Nejlepší film | Pokání                                     | Joe Wright                       | Spojené království                        |
| Nejlepší film | Americký gangster                          | Ridley Scott                     | Spojené státy americké                    |
| Nejlepší film | Životy těch druhých                        | Florian Henckel von Donnersmarck | Německo                                   |
| Nejlepší film | Tahle země není pro starý                  | Bratři Coenové                   | Spojené státy americké                    |
| Nejlepší film | Až na krev                                 | Paul Thomas Anderson             | Spojené státy americké                    |
| 2008          |                                            |                                  |                                           |
| Nejlepší film | Milionář z chatrče                         | Danny Boyle, Loveleen Tandan     | Spojené království                        |
| Nejlepší film | Podivuhodný případ Benjamina Buttona       | David Fincher                    | Spojené státy americké                    |
| Nejlepší film | Duel Frost/Nixon                           | Ron Howard                       | Spojené státy americké Spojené království |
| Nejlepší film | Milk                                       | Gus Van Sant                     | Spojené státy americké                    |
| Nejlepší film | Předčítač                                  | Stephen Daldry                   | Spojené království Německo                |
| 2009          |                                            |                                  |                                           |
| Nejlepší film | Smrt čeká všude                            | Kathryn Bigelowová               | Spojené státy americké                    |
| Nejlepší film | Avatar                                     | James Cameron                    | Spojené státy americké                    |
| Nejlepší film | Škola života                               | Lone Scherfig                    | Spojené království                        |
| Nejlepší film | Precious                                   | Lee Daniels                      | Spojené státy americké                    |
| Nejlepší film | Vzhůru do oblak                            | Jason Reitman                    | Spojené státy americké                    |

### Druhá dekáda 21. století
| Kategorie     | Film                              | Režie                 | Země                                                         |
| ------------- | --------------------------------- | --------------------- | ------------------------------------------------------------ |
| 2010          |                                   |                       |                                                              |
| Nejlepší film | Králova řeč                       | Tom Hooper            | Spojené království                                           |
| Nejlepší film | Černá labuť                       | Darren Aronofsky      | Spojené státy americké                                       |
| Nejlepší film | Počátek                           | Christopher Nolan     | Spojené státy americké                                       |
| Nejlepší film | Sociální síť                      | David Fincher         | Spojené státy americké                                       |
| Nejlepší film | Opravdová kuráž                   | Bratři Coenové        | Spojené státy americké                                       |
| 2011          |                                   |                       |                                                              |
| Nejlepší film | Umělec                            | Michel Hazanavicius   | Francie                                                      |
| Nejlepší film | Děti moje                         | Alexander Payne       | Spojené státy americké                                       |
| Nejlepší film | Drive                             | Nicolas Winding Refn  | Spojené státy americké                                       |
| Nejlepší film | Černobílý svět                    | Tate Taylor           | Spojené státy americké                                       |
| Nejlepší film | Jeden musí z kola ven             | Tomas Alfredson       | Francie Německo Spojené království                           |
| 2012          |                                   |                       |                                                              |
| Nejlepší film | Argo                              | Ben Affleck           | Spojené státy americké                                       |
| Nejlepší film | Bídníci                           | Tom Hooper            | Spojené království                                           |
| Nejlepší film | Pí a jeho život                   | Ang Lee               | Spojené státy americké                                       |
| Nejlepší film | Lincoln                           | Steven Spielberg      | Spojené státy americké                                       |
| Nejlepší film | 30 minut po půlnoci               | Kathryn Bigelowová    | Spojené státy americké                                       |
| 2013          |                                   |                       |                                                              |
| Nejlepší film | 12 let v řetězech                 | Steve McQueen         | Spojené státy americké USA Spojené království                |
| Nejlepší film | Špinavý trik                      | David O. Russell      | Spojené království                                           |
| Nejlepší film | Kapitán Phillips                  | Paul Greengrass       | Spojené státy americké                                       |
| Nejlepší film | Gravitace                         | Alfonso Cuarón        | Spojené státy americké Spojené království                    |
| Nejlepší film | Philomena                         | Stephen Frears        | Spojené království                                           |
| 2014          |                                   |                       |                                                              |
| Nejlepší film | Chlapectví                        | Richard Linklater     | Spojené státy americké                                       |
| Nejlepší film | Birdman                           | Alejandro G. Iñárritu | Spojené státy americké                                       |
| Nejlepší film | Grandhotel Budapešť               | Wes Anderson          | Spojené státy americké Spojené království Německo            |
| Nejlepší film | Kód Enigmy                        | Morten Tyldum         | Spojené království                                           |
| Nejlepší film | Teorie všeho                      | James Marsh           | Spojené království                                           |
| 2015          |                                   |                       |                                                              |
| Nejlepší film | Revenant Zmrtvýchvstání           | Alejandro G. Iñárritu | Spojené státy americké                                       |
| Nejlepší film | Sázka na nejistotu                | Adam McKay            | Spojené státy americké                                       |
| Nejlepší film | Most špionů                       | Steven Spielberg      | Spojené státy americké                                       |
| Nejlepší film | Carol                             | Todd Haynes           | Spojené království                                           |
| Nejlepší film | Spotlight                         | Tom McCarthy          | Spojené státy americké                                       |
| 2016          |                                   |                       |                                                              |
| Nejlepší film | La La Land                        | Damien Chazelle       | Spojené státy americké                                       |
| Nejlepší film | Příchozí                          | Denis Villeneuve      | Spojené státy americké                                       |
| Nejlepší film | Já, Daniel Blake                  | Ken Loach             | Spojené království Francie Belgie                            |
| Nejlepší film | Místo u moře                      | Kenneth Lonergan      | Spojené státy americké                                       |
| Nejlepší film | Moonlight                         | Barry Jenkins         | Spojené státy americké                                       |
| 2017          |                                   |                       |                                                              |
| Nejlepší film | Tři billboardy kousek za Ebbingem | Martin McDonagh       | Spojené státy americké Spojené království                    |
| Nejlepší film | Dej mi své jméno                  | Luca Guadagnino       | Spojené státy americké Itálie Francie Brazílie               |
| Nejlepší film | Nejtemnější hodina                | Joe Wright            | Spojené království                                           |
| Nejlepší film | Dunkerk                           | Christopher Nolan     | Spojené státy americké Spojené království Francie Nizozemsko |
| Nejlepší film | Tvář vody                         | Guillermo del Toro    | Spojené státy americké                                       |
| 2018          |                                   |                       |                                                              |
| Nejlepší film | Roma                              | Alfonso Cuarón        | Spojené státy americké Mexiko                                |
| Nejlepší film | BlacKkKlansman                    | Spike Lee             | Spojené státy americké                                       |
| Nejlepší film | Favoritka                         | Jorgos Lanthimos      | Irsko Spojené království Spojené státy americké              |
| Nejlepší film | Zelená kniha                      | Peter Farrelly        | Spojené státy americké                                       |
| Nejlepší film | Zrodila se hvězda                 | Bradley Cooper        | Spojené státy americké                                       |
| 2019          |                                   |                       |                                                              |
| Nejlepší film | 1917                              | Sam Mendes            | Spojené království Spojené státy americké                    |
| Nejlepší film | Irčan                             | Martin Scorsese       | Spojené státy americké                                       |
| Nejlepší film | Joker                             | Todd Phillips         | Spojené státy americké                                       |
| Nejlepší film | Tenkrát v Hollywoodu              | Quentin Tarantino     | Spojené království Spojené státy americké                    |
| Nejlepší film | Parazit                           | Pong Čun-ho           | Jižní Korea                                                  |

### Třetí dekáda 21. století
| Kategorie     | Film                           | Režie                         | Země                                                                   |
| ------------- | ------------------------------ | ----------------------------- | ---------------------------------------------------------------------- |
| 2020          |                                |                               |                                                                        |
| Nejlepší film | Země nomádů                    | Chloé Zhaová                  | Spojené státy americké                                                 |
| Nejlepší film | Otec                           | Florian Zeller                | Spojené království                                                     |
| Nejlepší film | Mauritánec: Deník z Guantánama | Kevin Macdonald               | Spojené království Spojené státy americké                              |
| Nejlepší film | Nadějná mladá žena             | Emerald Fennell               | Spojené státy americké                                                 |
| Nejlepší film | Chicagský tribunál             | Aaron Sorkin                  | Spojené státy americké                                                 |
| 2021          |                                |                               |                                                                        |
| Nejlepší film | Síla psa                       | Jane Campion                  | Spojené státy americké Nový Zéland Austrálie Kanada Spojené království |
| Nejlepší film | Belfast                        | Kenneth Branagh               | Spojené království                                                     |
| Nejlepší film | K zemi hleď!                   | Adam McKay                    | Spojené státy americké                                                 |
| Nejlepší film | Duna                           | Denis Villeneuve              | Spojené státy americké                                                 |
| Nejlepší film | Lékořicová Pizza               | Paul Thomas Anderson          | Spojené státy americké Kanada                                          |
| 2022          |                                |                               |                                                                        |
| Nejlepší film | Na západní frontě klid         | Edward Berger                 | Německo                                                                |
| Nejlepší film | Víly z Inisherinu              | Martin McDonagh               | Irsko Spojené království Spojené státy americké                        |
| Nejlepší film | Elvis                          | Baz Luhrmann                  | Austrálie Spojené státy americké                                       |
| Nejlepší film | Všechno, všude, najednou       | Daniel Kwan, Daniel Scheinert | Spojené státy americké                                                 |
| Nejlepší film | Tár                            | Todd Field                    | Spojené státy americké Německo                                         |
| 2023          |                                |                               |                                                                        |
| Nejlepší film | Oppenheimer                    | Christopher Nolan             | Spojené státy americké Německo                                         |
| Nejlepší film | Anatomie pádu                  | Justine Triet                 | Francie                                                                |
| Nejlepší film | Zimní prázdniny                | Alexander Payne               | Spojené státy americké                                                 |
| Nejlepší film | Zabijáci rozkvetlého měsíce    | Martin Scorsese               | Spojené státy americké                                                 |
| Nejlepší film | Chudáčci                       | Jorgos Lanthimos              | Irsko Spojené království Spojené státy americké                        |
| 2024          |                                |                               |                                                                        |
| Nejlepší film | Konkláve                       | Edward Berger                 | Spojené království Spojené státy americké                              |
| Nejlepší film | Anora                          | Sean Baker                    | Spojené státy americké                                                 |
| Nejlepší film | Brutalista                     | Brady Corbet                  | Maďarsko Spojené království Spojené státy americké                     |
| Nejlepší film | Bob Dylan: Úplně neznámý       | James Mangold                 | Spojené státy americké                                                 |
| Nejlepší film | Emilia Pérez                   | Jacques Audiard               | Francie                                                                |